# Ophiogona doederleini
Ophiogona doederleini is een slangster uit de familie Ophiuridae.
De wetenschappelijke naam van de soort werd in 1901 gepubliceerd door René Koehler.